# Delicate Sound of Thunder
Delicate Sound Of Thunder, és un àlbum doble i en directe de Pink Floyd. Va ser gravat durant cinc nits al Nassau Coliseum a Uniondale, Nova York, l'agost de 1988 i fou enregistrat durant la gira mundial de promoció de l'àlbum A Momentary Lapse of Reason i mesclat als Abbey Road Studios el setembre de 1988 i es va fer el llançament el 21 de novembre de 1988, a través d'EMI Records al Regne Unit i Columbia Records a Els EUA. Delicate Sound of Thunder es va convertir en el primer àlbum que es va reproduir a l'espai, quan els cosmonautes soviètics el van portar a bord del Soiuz TM-7. David Gilmour i Nick Mason van assistir al llançament de la missió.
El primer dels discos té, sobretot, temes de A Momentary Lapse of Reason, mentre que el segon agrupa títols antics del grup. A més hi havia una versió en VHS, que mai ha estat remasteritzada en DVD, ja que el grup prefereix el directe P*U*L*S*E.

## Llista de temes

### Disc1
1. "Shine On You Crazy Diamond" (David Gilmour/Rick Wright/Roger Waters) – 11:54
  - De Wish You Were Here
2. "Learning to Fly" (David Gilmour/Anthony Moore/Bob Ezrin/Jon Carin) – 5:27
  - De A Momentary Lapse of Reason
3. "Yet Another Movie" (David Gilmour/Patrick Leonard) – 6:21
  - De A Momentary Lapse of Reason
4. "Round and Around" (David Gilmour) – 0:33
  - De A Momentary Lapse of Reason
5. "Sorrow" (David Gilmour) – 9:28
  - De A Momentary Lapse of Reason
6. "The Dogs of War" (David Gilmour/Anthony Moore) – 7:19
  - De A Momentary Lapse of Reason
7. "On the Turning Away" (David Gilmour/Anthony Moore) – 7:57
  - De A Momentary Lapse of Reason

### Disc 2
1. "One of These Days" (David Gilmour/Rick Wright/Nick Mason/Roger Waters) – 6:16
  - De Meddle
2. "Time" (David Gilmour/Rick Wright/Nick Mason/Roger Waters) – 5:16
  - De The Dark Side of the Moon
3. "Wish You Were Here" (David Gilmour/Roger Waters) – 4:49
  - De Wish You Were Here
4. "Us and Them" (Rick Wright/Roger Waters) – 7:22
  - De Dark Side of the Moon
5. "Money" (Roger Waters) – 9:52
  - De The Dark Side of the Moon
6. "Another Brick In The Wall (part II)" (Roger Waters) – 5:29
  - De The Wall
7. "Comfortably Numb" (David Gilmour/Roger Waters) – 8:56
  - De The Wall
8. "Run Like Hell" (David Gilmour/Roger Waters) – 7:12
  - De The Wall